# Renate Mannhardt
Renate Mannhardt, née le 20 novembre 1920 à Barmen (Rhénanie ; actuelle Wuppertal en Rhénanie-du-Nord-Westphalie) et morte en juillet 2013 à New York (État de New York), est une actrice allemande.

## Biographie
Actrice de cinéma principalement, Renate Mannhardt contribue à trente films (majoritairement allemands ou en coproduction), le premier sorti en 1941, le dernier en 1976. Installée aux États-Unis vers la fin de sa carrière, elle collabore aussi à deux films américains, dont The Big Show (en) de James B. Clark (1961, avec Esther Williams et Cliff Robertson).
Parmi ses films allemands notables, mentionnons Via Mala de Josef von Báky (1945, avec Carl Wery et Karin Hardt), La Comète d'Harald Braun (1950, avec Werner Krauss et Dieter Borsche), L'Homme perdu de Peter Lorre (1951, avec le réalisateur et Karl John) et La Peur de Roberto Rossellini (coproduction germano-italienne, 1954, avec Ingrid Bergman et Mathias Wieman).
À la télévision allemande, elle apparaît dans trois téléfilms (1960-1961) et une série (1963). S'ajoute la série américaine Naked City (un épisode, 1962).
Renate Mannhardt meurt à New York en 2013, à 92 ans.

## Filmographie partielle

### Cinéma
- 1941 : L'Heure des adieux (en) (Auf Wiedersehn, Franziska!) d'Helmut Käutner : une danseuse exotique
- 1943 : Geliebter Schatz (en) de Paul Martin : la future mariée
- 1943 : Le Cirque Renz (en) (Zirkus Renz) d'Arthur Maria Rabenalt : une artiste du cirque
- 1945 : Via Mala de Josef von Báky : la servante Kuni
- 1950 : C'est arrivé un jour (en) (Es kommt ein tag) de Rudolf Jugert : Louise
- 1950 : La Comète (Der fallende Stern) d'Harald Braun : Trude
- 1951 : L'Homme perdu (Der Verlorene) de Peter Lorre : Inge Hermann
- 1952 : Die große Versuchung de Rolf Hansen : Sylva
- 1953 : Capitaine Bay-Bay (en) (Käpt'n Bay-Bay) d'Helmut Käutner : Manuela
- 1953 : Der keusche Josef (en) de Carl Boese : Pussy Angor
- 1953 : Moselfahrt aus Liebeskummer (en) de Kurt Hoffmann : Dorette Sorel
- 1954 : La Peur (La paura) de Roberto Rossellini : Luisa Vidor alias Johanna Schultze
- 1954 : Hochzeitsglocken (en) de Georg Wildhagen : Irene von Straaten
- 1954 : Le Destructeur (Das Bekenntnis der Ina Kahr) de Georg Wilhelm Pabst : rôle non spécifié
- 1954 : Morgengrauen (en) de Victor Tourjanski : Anita Kyffland
- 1955 : Unternehmen Schlafsack (en) d'Arthur Maria Rabenalt : Renate Kern
- 1956 : Zu Befehl, Frau Feldwebel! (de) de Georg Jacoby : Eva Knoblauch
- 1956 : Le Mariage du docteur Danwitz (en) (Die Ehe des Dr. med. Danwitz) d'Arthur Maria Rabenalt : Hilde
- 1956 : Là-bas dans la bruyère (de) (Rot ist die Liebe) de Karl Hartl : Frau Droege
- 1960 : Willy, der Privatdetektiv (en) de Rudolf Schündler : Erna Knörschkes
- 1961 : The Big Show (en) de James B. Clark (film américain) : Teresa Vizzini

### Télévision
- 1961 : Frédéric Chopin et George Sand (Frédéric Chopin und George Sand, téléfilm) d'Arthur Maria Rabenalt : George Sand
- 1961 : La Mort de Siegfried (Siegfrieds Tod) de Walter Rilla : Brunja Wormser
- 1962 : Naked City (série télévisée), saison 3, épisode 30 The King of Venus Will Take Care of You de David Lowell Rich : la femme du superintendant